# Photo messaging
Photo messaging – przesyłanie wiadomości w formie fotografii; polega na zrobieniu fotografii za pomocą aparatu fotograficznego wbudowanego w telefon komórkowy i przetransmitowaniu go do innej osoby. Gdy odbiorca wiadomości nie dysponuje telefonem zdolnym do wyświetlania fotografii, jest kierowany do strony internetowej, na której może zobaczyć przesłane ilustracje. Telefony obsługujące photo messaging mogą też zwykle rejestrować ścieżkę dźwiękową.